# Amoeba (операционная система)
Amoeba — открытая микроядерная распределённая операционная система, разработанная группой во главе с Эндрю Таненбаумом в Амстердамском свободном университете. Amoeba не основана ни на одной из существующих операционных систем, так как разрабатывалась «с нуля».
Цель проекта Amoeba — создать систему распределённых вычислений, которая предоставляла бы пользователю сеть компьютеров как одну рабочую станцию. Как утверждается на официальном сайте, данная операционная система используется в академической среде, промышленности и правительственных организациях около 5 лет.
Amoeba может работать на нескольких аппаратных платформах: SPARC, i386, i486, 68030, Sun 3/50 и Sun 3/60.
Поддерживается X Window System и эмуляция UNIX.